# The Magdalene Sisters
The Magdalene Sisters is een Engels-Ierse film uit 2002 geregisseerd door Peter Mullan. Het verhaal is gebaseerd op getuigenissen in de Britse documentaire Sex in a Cold Climate (1998). Mullan stopte veel eigen geld en energie in de film. Hij kreeg er de Gouden Leeuw op de Mostra van Venetië voor.

## Onderwerp
De film toont de terreur in de kloosters van de Ierse Magdalenazusters, waarvan tot in 1996 meer dan 30.000 meisjes het slachtoffer werden. Decennialang kwamen Ierse meisjes die van enige vorm van liederlijkheid beschuldigd werden, terecht in deze vreugdeloze instellingen. Zwijgend en knarsetandend regen ze de dagen aaneen met zwaar werk in de wasserij, stil gebed en emotionele vernedering door verzuurde kloosterzusters.

## Verhaal
De film vertelt het op waarheid gebaseerde verhaal van vier meisjes, van wie er drie op dezelfde dag in 1964 in het Magdalene-klooster van Dublin worden opgesloten. Het klooster wordt met harde hand geleid door zuster Bridget (Geraldine McEwan), die goddelijke strengheid met menselijke valsheid verwart. Tegenspraak wordt niet geduld, medelijden is onbestaand. Ontsnappen heeft geen zin: de buitenwereld, inclusief hun ouders, beschouwt de meisjes evenzeer als zondaressen die bekeerd moeten worden.
Margaret (Anne-Marie Duff) wordt tijdens een bruiloftsfeest door haar neef weggelokt en verkracht. Terug in de feestzaal vertelt ze dat aan de andere gasten. De volgende dag wordt ze thuis door de priester opgehaald.
Bernadette (Nora-Jane Noone) woont in een weeshuis. Ze praat vanaf het schoolplein met jongens die op straat staan, aan de andere kant van het hek. Dat wordt door leraren gezien. 's Avonds blijkt Bernadettes bed leeg te zijn.
Patricia (eigenlijk Rose) (Dorothy Duffy) bevalt van een zoontje. Ze weet dat ze een ernstige zonde heeft begaan, maar is ook heel blij met haar kind. Haar ouders denken er anders over, ze tonen niet de minste interesse. De ouders en de priester beslissen dat het kind van Patricia wordt afgenomen. Patricia wordt weggebracht.
De drie meisjes komen in het gesticht van de Magdalene Sisters, dat geleid wordt door Sister Bridget en een aantal andere nonnen. Ze krijgen te horen dat er een streng regime heerst in het gesticht.
De meisjes worden te werk gesteld in de wasserij die aan het gesticht is verbonden. Opzichteres Kate, die al 40 jaar in het gesticht is, verbiedt ze met elkaar te praten, zelfs instructies over de juiste werkwijze zijn verboden. Kate vindt dat de meisjes wel wat meer compassie mogen hebben met de nonnen, want die nacht is een van de meisjes, Una, gevlucht, en de nonnen zullen wel iets uit te leggen hebben.
Het probleem Una lost zichzelf echter op. Una is naar haar ouderlijk huis gegaan, en haar vader sleept haar met geweld terug naar het gesticht. Hij wil niets meer met zijn dochter te maken hebben. Voor straf worden haar haren afgeknipt, zodat ze niet makkelijk meer kan weglopen.
Een ander meisje, Crispina (Eileen Walsh), heeft een zoontje dat door haar zus geadopteerd is. Haar zus en het kind komen af en toe door de tralies kijken en dan kunnen ze, als de nonnen niet kijken, op afstand naar elkaar zwaaien. Crispina heeft een halsketting met Sint Christoffel en denkt dat ze daardoor met haar zus en haar zoontje kan praten.
Brendan is een jongeman die wasgoed naar het gesticht brengt. Bernadette maakt contact met hem en hoopt dat hij haar zal helpen te ontsnappen. Ze worden door Kate betrapt. Brendan werkt achteraf niet mee, hij vreest dat hij zelf gestraft zal worden. Ook Bernadette wordt nu kaalgeknipt.
Ontspanning is er ook. De nonnen organiseren een miss-verkiezing waarvoor de meisjes spiernaakt moeten aantreden. De nonnen verbazen zich erover dat de meisjes er geen plezier aan beleven.
Crispina gaat in een nat nachthemd slapen, zodat ze ziek wordt. Ze hoopt dat ze eraan zal sterven, maar dat lukt niet. Dan merkt ze dat ze haar halsketting kwijt is. Ze probeert zich op te hangen, maar Bernadette, Margaret en Patricia verhinderen dat.
De volgende dag, op weg naar de mis, ziet Margaret toevallig dat er binnen iets gebeurt. Het zijn Crispina en Father Fitzroy en er worden vreemde bewegingen gemaakt. Tijdens de mis wordt Una tot non gewijd. Men zegt dat dat haar eigen vrije wil is. Crispina en Fitzroy komen pas daarna binnen. De dag wordt verder aan openluchtspelletjes besteed. Margaret verzamelt wat planten in een hoek van de tuin. Daarbij ontdekt ze dat de poort niet op slot is. Ze gaat naar buiten en houdt een auto staande. Ze weet echter niet wat ze tegen de chauffeur moet zeggen en de chauffeur maakt haar voor gek uit. Ze gaat teleurgesteld weer naar binnen. Margaret zegt Crispina wat ze van Fitzroy vindt en Crispina wil dat wel wereldkundig maken.
Later op de dag vindt Margaret Crispina's halsketting onder Bernadettes bed. Ze is woedend op Bernadette maar Crispina is alleen maar dankbaar omdat ze haar kleinood terug heeft. 
Margaret wast de kleren van Father Fitzroy en gooit er jeukpoeder bij. Dat heeft ze gemaakt van de planten die ze eerder verzamelde. De volgende dag is er een feestelijke bijeenkomst in de open lucht. Fitzroy leest voor uit 1 Korintiërs 11:28-29 en uit Johannes 6:55-57. Daarbij begint het jeukpoeder te werken. Fitzroy rent weg en gooit al zijn kleren uit. Crispina heeft ook last van jeuk, tussen haar benen, maar veel minder ernstig. Crispina begint nu de priester uit te schelden, herhaaldelijk roept ze: "Je bent geen man van God!"
De volgende ochtend wordt Crispina overgeplaatst naar Mount Vernon, een inrichting voor krankzinnigen.
Met Kerstmis komt de broer van Margaret. Hij heeft een brief van zijn priester bij zich met bevel dat Margaret onmiddellijk moet worden vrijgelaten. Zo geschiedt. Margaret is blij, maar ook een beetje boos op haar broer omdat hij niet vier jaar eerder kwam.
De oude Kate is ziek. Op haar sterfbed vertelt ze aan Bernadette dat ze 40 jaar geleden een kind kreeg en sindsdien in het gesticht heeft gewoond. Dus dat is het lot van de meisjes die hier worden opgesloten.
Patricia wil haar zoontje een verjaardagskaart sturen. Sister Bridget zegt dat ze geen zoontje heeft, ze heeft immers nooit voor het kind gezorgd. Intussen maakt Bridget zich alleen maar zorgen over de zoekgeraakte sleutel van de geldkist.
De zus van Crispina komt weer bij het hek. Patricia rent naar het hek en zegt haar dat Crispina overgeplaatst is. Dat levert haar een afstraffing op van zuster Bridget. Op dat moment komt Bernadette binnen om te vertellen dat Kate dood is. Zoals verwacht is Bridget nauwelijks in het nieuws geïnteresseerd.
Nu ze weten dat ze hun hele leven in het gesticht zullen moeten blijven, besluiten Bernadette en Patricia te ontsnappen. Ze dwingen Bridget de sleutel af te geven en slagen erin het gesticht te verlaten. Ze zoeken de tante van Bernadette op, die hen helpt om naar Engeland te gaan.

## Protesten
Nadat de film in 2002 de Gouden Leeuw van Venetië kreeg, kwamen er talrijke protesten van katholieke zijde. L'Osservatore Romano bestempelde de film als een antiklerikaal pamflet. Het Vaticaan gaf officieel het advies de film niet te gaan bekijken (het bleef bij dit advies - de index bestond niet meer). Een aantal vroegere bewoonsters van de Magdalenatehuizen stelde daartegenover dat de film niet overeenstemde met de realiteit; de waarheid in de tehuizen zou nog veel erger zijn dan wat in de film te zien is.
Dat bleek onder andere in juni 2014, toen discussies over een in 1975 ontdekt massagraf oplaaide. Een documentatiestudie uit 2012 vond voor zo'n 790 overleden kinderen wel een overlijdensverklaring maar geen bewijs voor de begrafenis. Aangenomen wordt dat deze kinderen illegaal op het terrein van dit tehuis begraven zijn.

## Prijzen
- British Independent Film Award - Best Ensemble Cast - British Independent Film Awards
- MEDIA Prize - Peter Mullan - European Union MEDIA Prize
- Audience Award - Peter Mullan  - Ljubljana International Film Festival
- ALFS Award - British Director of the Year - London Critics Circle Film Awards
- ALFS Award - British Film of the Year - London Critics Circle Film Awards
- Audience Award - Best Narrative Feature - Los Angeles IFP/West Film Festival
- Audience Award - Best Feature - Nantucket Film Festival
- Freedom of Expression Award - National Board of Review (VS)
- Jury Award - Best Feature Film - Newport International Film Festival
- PFS Award - Human Rights - Political Film Society
- SDFCS Award - Best Original Screenplay - San Diego Film Critics Society Awards
- Discovery Award - Peter Mullan - Toronto International Film Festival
- Gouden Leeuw - Peter Mullan - Filmfestival van Venetië